# UFC Fight Night: Lewis vs. Oleinik
UFC Fight Night: Lewis vs. Oleinik (também conhecido como UFC Fight Night 174 e UFC on ESPN+ 32) foi um evento de MMA produzido pelo Ultimate Fighting Championship no dia 8 de agosto de 2020, no UFC Apex em Las Vegas, Nevada.

## Background
Uma luta nos pesados entre o ex-desafiante ao cinturão Derrick Lewis e Oleksiy Oliynyk é esperada para servir como luta principal da noite.
Uma luta entre a ex-campeã peso mosca feminino do UFC Nicco Montaño e Julia Avila foi marcada para este evento. Entretanto, o treinador de Montaño testou positivo para COVID-19 e a luta foi adiada.
Uma luta no peso galo feminino entre Ketlen Vieira e Yana Kunitskaya foi marcada para este evento. Entretanto, Vieira foi removida do card devido a problemas de VISA e foi substituída por  Julija Stoliarenko.
Uma luta no peso pesage entre Sergei Pavlovich e Ciryl Gane era esperada para este evento. Entretanto, Pavlovich teve que se retirar da luta devido a uma lesão.
Uma luta no peso pena entre Steve Garcia e Peter Barrett foi marcada para este evento. Entretanto, Garcia teve que se retirar da luta e foi substituído por Youssef Zalal.

## Bônus da Noite
Os lutadores receberam US$50.000 de bônus:
- Luta da Noite: Não houve lutas premiadas.
- Performance da Noite:  Gavin Tucker,  Andrew Sanchez,  Kevin Holland e   Darren Stewart